# Kåhög
Kåhög är en tätort i Partille kommun i Västra Götalands län.
Kåhög är ett litet villasamhälle och ligger vid Säveån norr om E20. Söder om orten går även Västra stambanan. Orten har närhet till Göteborg och sjön Aspen.

## Historia

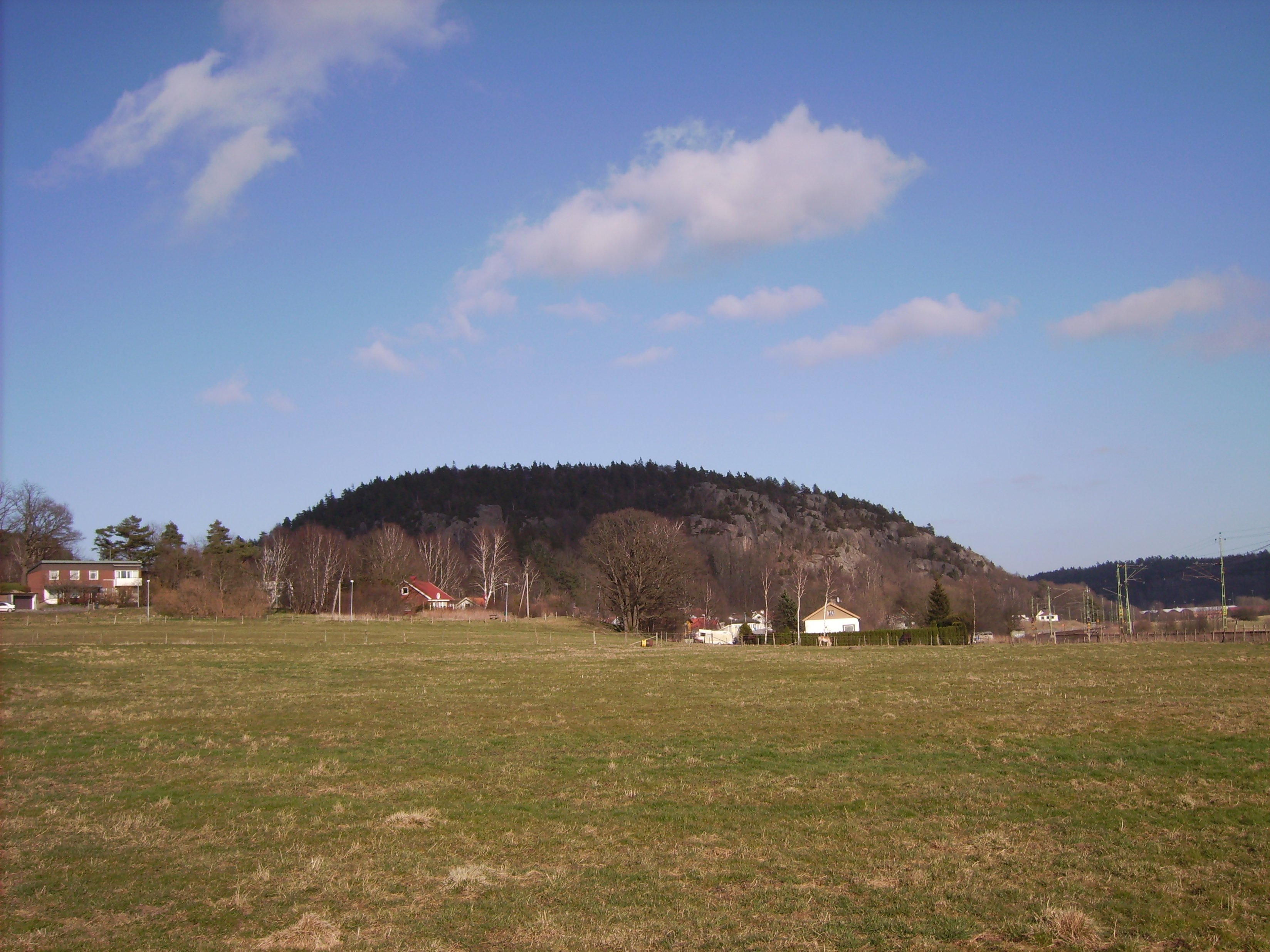
Kåhögsberget

Kåhög finns omnämns redan 1496 och antas ha betydelsen kröken vid höjden. Namnet kommer från de krökar Säveån gör vid Kåhög och den höjd som finns där – Kåhögsberget. Kåhög angränsar till Bokedalens naturreservat.
Kåhög utvecklades under 1800-talet som en följd av Jonsereds uppgång som brukssamhälle under William Gibson. Gibson köpte marken i det agrara Kåhög inklusive gårdarna Kåhögs gård och Högens gård. Kåhögs gård har därför samma typ av tegelarkitektur som Jonsered. Området kom efterhand att utvecklas till ett bostadssamhälle. Jonsereds Fabrikers AB sålde billigt sin mark som avstyckades till anställda för att bygga hus med motkravet att den anställde förband sig att arbeta i tio år på bruket. Det populära laxfisket i Säveån har långa traditionen och Kåhögs löd (även Kåhögs löt) var en av de mest populära platserna. I Jonsered fanns tidigare en äppelsort som gick under namnet Kåhögsäpple.
Tidigare fanns en järnvägsstation i Kåhög vid korsningen mellan landsvägen och järnvägen. Under en av sina stöldturnéer stal Bildsköne Bengtsson ur kassalådor och telefonautomater på stationen i Kåhög. Sedan omkring 2005 är korsningen borttagen och ersatt av en tunnel för vägfordonen. 
18 juni 1970 omkom 2 personer och 74 personer skadades då ett expresståg spårade ur i Kåhög. Orsaken var en solkurva som skapats av den höga värmen som hettade upp rälsen. Solkurvan upptäcktes av lokföraren som började bromsa men trots detta gick det inte att undvika olyckan. Strax innan hade ett godståg passerat samma sträcka och rälsen hade kontrollerats.
27 juli 1990 avslutades Femdagarsloppet i orientering i Kåhög.
Fram tills omkring 2000 fanns en mataffär vid Byavägen i Kåhög samt under en kortare period tillhörande pizzeria. Efter en brand revs huset och på tomten har Partille kommun (Partillebo) byggt bostäder. 

### Befolkningsutveckling
| Befolkningsutvecklingen i Kåhög 1960–2020 | Befolkningsutvecklingen i Kåhög 1960–2020 | Befolkningsutvecklingen i Kåhög 1960–2020 | Befolkningsutvecklingen i Kåhög 1960–2020 | Befolkningsutvecklingen i Kåhög 1960–2020 |
| ----------------------------------------- | ----------------------------------------- | ----------------------------------------- | ----------------------------------------- | ----------------------------------------- |
|                                           |                                           |                                           |                                           |                                           |
| År                                        |                                           |                                           | Folkmängd                                 | Areal (ha)                                |
| 1960                                      | 1960                                      |                                           | 478                                       |                                           |
| 1965                                      | 1965                                      |                                           | 578                                       |                                           |
| 1970                                      | 1970                                      |                                           | 633                                       |                                           |
| 1975                                      | 1975                                      |                                           | 788                                       |                                           |
| 1980                                      | 1980                                      |                                           | 776                                       |                                           |
| 1990                                      | 1990                                      |                                           | 780                                       | 48                                        |
| 1995                                      | 1995                                      |                                           | 737                                       | 48                                        |
| 2000                                      | 2000                                      |                                           | 731                                       | 48                                        |
| 2005                                      | 2005                                      |                                           | 825                                       | 48                                        |
| 2010                                      | 2010                                      |                                           | 832                                       | 48                                        |
| 2015                                      | 2015                                      |                                           | 871                                       | 54                                        |
| 2020                                      | 2020                                      |                                           | 896                                       | 54                                        |
|                                           |                                           |                                           |                                           |                                           |

## Evenemang
Vid Kåhögs gård samlas varje vår tusentals människor för att titta på kosläppet. I Kåhög finns också ett byalag som årligen anordnar midsommarfester, poängpromenader och andra aktiviteter.

## Personer från orten
Bland personer som vuxit upp i Kåhög finns Lars Beckung, Timo Räisänen och Conny Ray. Fotbollsspelaren Gunnar Zacharoff bodde i Kåhög.

## Bilder

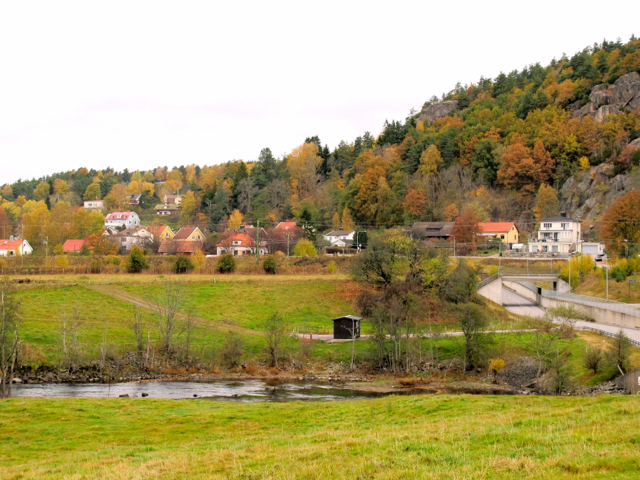
Kåhög
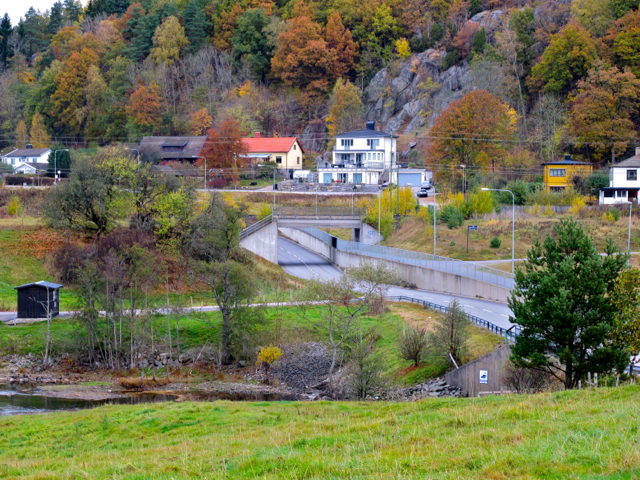
Kåhög

### Fotnoter
1. 1 2  Statistiska tätorter 2023, befolkning, landareal, befolkningstäthet per tätort, SCB, 28 november 2024, läs online.[källa från Wikidata]
2. ↑  Befolkning i tätorter 1960-2010, SCB, läs online, läst: 21 mars 2014.[källa från Wikidata]
3. ↑  Kodnyckel för SCB:s statistiska tätorter och småorter - Koppling mellan gammalt och nytt kodsystem, SCB, 11 november 2021, läs online.[källa från Wikidata]
4. ↑  ”Kåhögs byalags webbplats”. Arkiverad från originalet den 29 oktober 2013. https://web.archive.org/web/20131029190616/http://kahogsbyalag.se/om-kahog. Läst 24 oktober 2013.
5. ↑  Tersman 2005
6. ↑  Rådström 1988, s. 355f
7. ↑  Åkesson 1971
8. ↑  Jonsered: stenåldersboplats, bruksort, kunskapssamhälle, Göteborgs universitet, 2005, ISBN 91-7686-212-7
9. ↑  http://www.nemo.nu/bb/
10. ↑  Göteborgs-Posten 19 juni 1970
11. ↑  ”Landareal per tätort, folkmängd och invånare per kvadratkilometer. Vart femte år 1960 - 2016”. Statistiska centralbyrån. Arkiverad från originalet den 13 juni 2017. https://web.archive.org/web/20170613011648/http://www.statistikdatabasen.scb.se/pxweb/sv/ssd/START__MI__MI0810__MI0810A/LandarealTatort/?rxid=ff9309f9-7ecb-480f-a73c-08d86b3e56f8. Läst 18 maj 2017.